# فلبابکا
فلبابکا (به چکی: Felbabka) یک منطقهٔ مسکونی در جمهوری چک است که در ناحیه بروون واقع شده‌است. فلبابکا ۱٫۵۱ کیلومتر مربع مساحت و ۲۲۷ نفر جمعیت دارد و ۴۴۰ متر بالاتر از سطح دریا واقع شده‌است.